# Thizy-les-Bourgs
Thizy-les-Bourgs è un comune francese situato nel dipartimento del Rodano nella regione Alvernia-Rodano-Alpi.

## Storia
È stato istituito il 1º gennaio 2013 dalla fusione dei precedenti comuni di Bourg-de-Thizy, La Chapelle-de-Mardore, Mardore, Marnand e Thizy.